# Turnu Roșu (Sibiu)
Turnu Roșu [ˈturnu roʃu] (veraltet Porcești; deutsch Schweinsdorf oder Porkendorf, ungarisch Porcsesd oder Porcesd) ist eine Gemeinde im Kreis Sibiu, in der Region Siebenbürgen in Rumänien.

## Geographische Lage

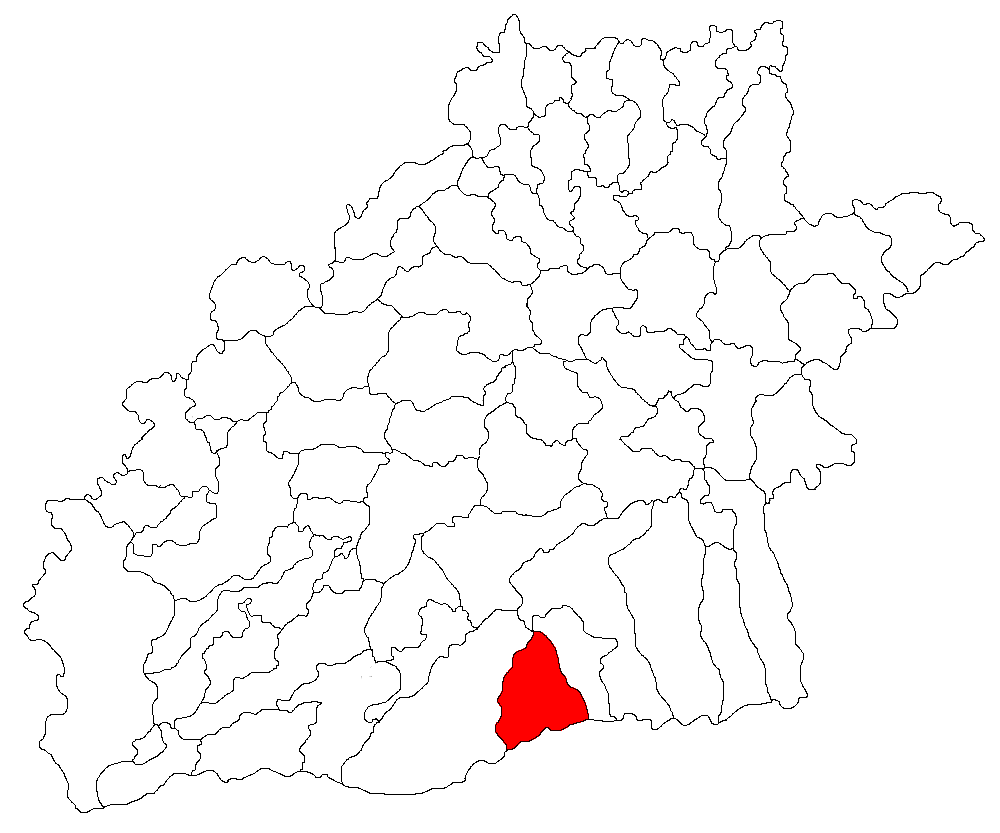
Lage der Gemeinde Turnu Roșu im Kreis Sibiu

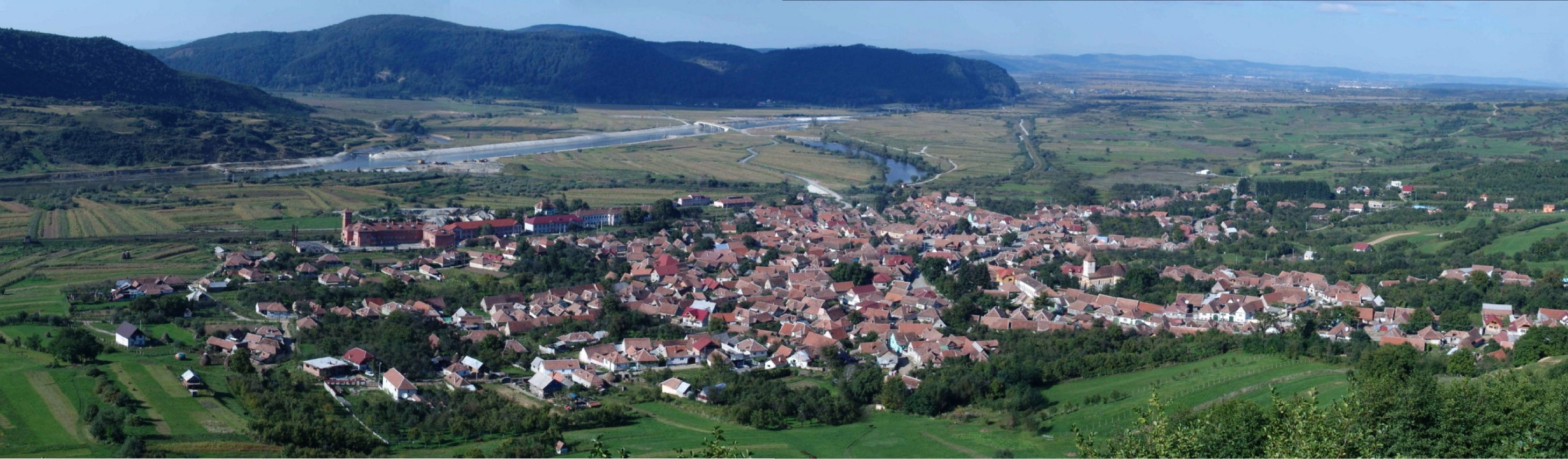
Blick auf Turnu Roșu

Turnu Roșu liegt im Südwesten des Siebenbürgischen Beckens im Norden des Rotenturmpasses in den Nordwestausläufern der Fogarascher Berge (Munții Făgăraș).
Im Süden des Kreises Sibiu an der Mündung des Baches Valea Caselor in den Olt (Alt), an der Kreisstraße DJ 105N (ca. 6 km von der Europastraße 81 entfernt) und der Bahnstrecke Podu Olt–Piatra Olt, befindet sich der Ort Turnu Roșu 24 Kilometer südöstlich von der Kreishauptstadt Sibiu (Hermannstadt) entfernt.
44,31 Hektar der Gemeindefläche sind bewaldet und 366 Hektar werden landwirtschaftlich genutzt.

## Geschichte
Der Ort Turnu Roșu wurde 1453 erstmals urkundlich erwähnt. Archäologische Funde auf dem Areal des Ortes deuten bis in die Bronzezeit zurück. Auf historischem Gebiet Königsboden in Siebenbürgen befand sich Schweinsdorf im Hermannstädter Stuhl, anschließend im Hermannstädter Komitat. Anfang des 18. Jahrhunderts entstanden in Porcești Papiermühlen und Anfang des 19. Jahrhunderts mehrere Gerbereien. 1849 zählte die Gerberzunft 208 Mitglieder (Meister und Gesellen). 1897 wurde hier die Bahnlinie nach Hermannstadt fertiggestellt. Nach einem größeren Brand im Jahre 1900, als von fast 400 Haushalten 172 zerstört wurden, wanderten viele Dorfbewohner nach Nordamerika aus. Wegen der fast jährlichen Überschwemmungen auf dem Gebiet des Ortes wurde 2006 hier der Olt umgeleitet und das alte Flussbett zu Fischteichen umgewandelt.
Der Ort Turnu Roșu wurde 1964 von der alten Bezeichnung Porcești in die heutige umbenannt.

## Bevölkerung
Seit der Aufnahme von 1850 wurden auf dem Gebiet der heutigen Gemeinde fast ausschließlich Rumänen registriert. 1850 waren es 3.041 Menschen, davon 68 Roma und ein Ungar. Die höchste Bevölkerungsanzahl der Gemeinde (3.368) und auch gleichzeitig die der Rumänen (3.268) wurde 1977 erreicht. Die höchste Anzahl der Roma (151) wurde 1977, die der Magyaren (190) und die der Rumäniendeutschen (24) wurde 1910 registriert. Des Weiteren wurde 1977 ein Slowake registriert. 2011 wurden 2.415 Menschen gezählt. 2.338 waren Rumänen, 21 Roma, drei Rumäniendeutsche, restliche machten keine Angaben zu ihrer Ethnie.

## Sehenswürdigkeiten

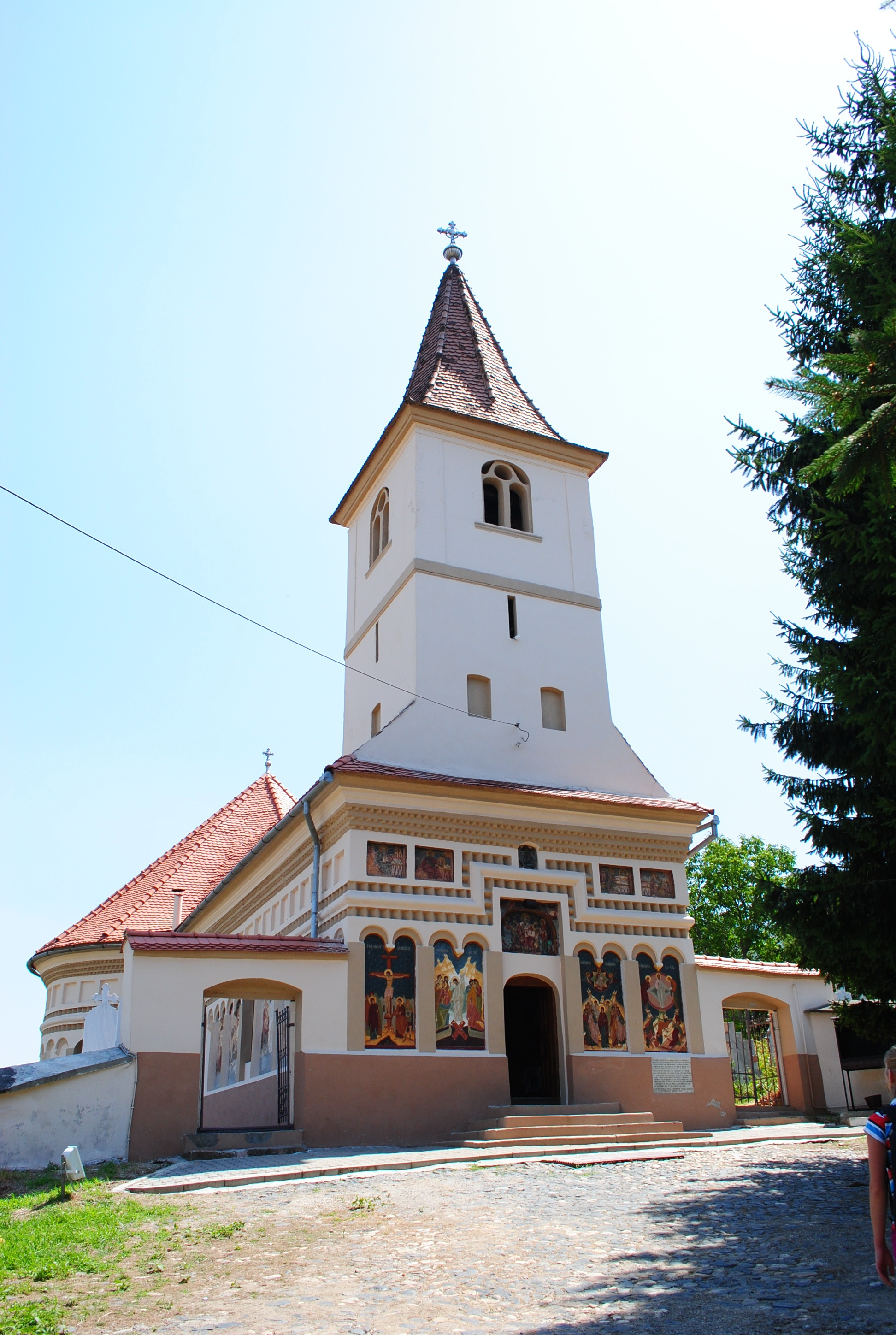
Die Kirche Sf. Nicolae
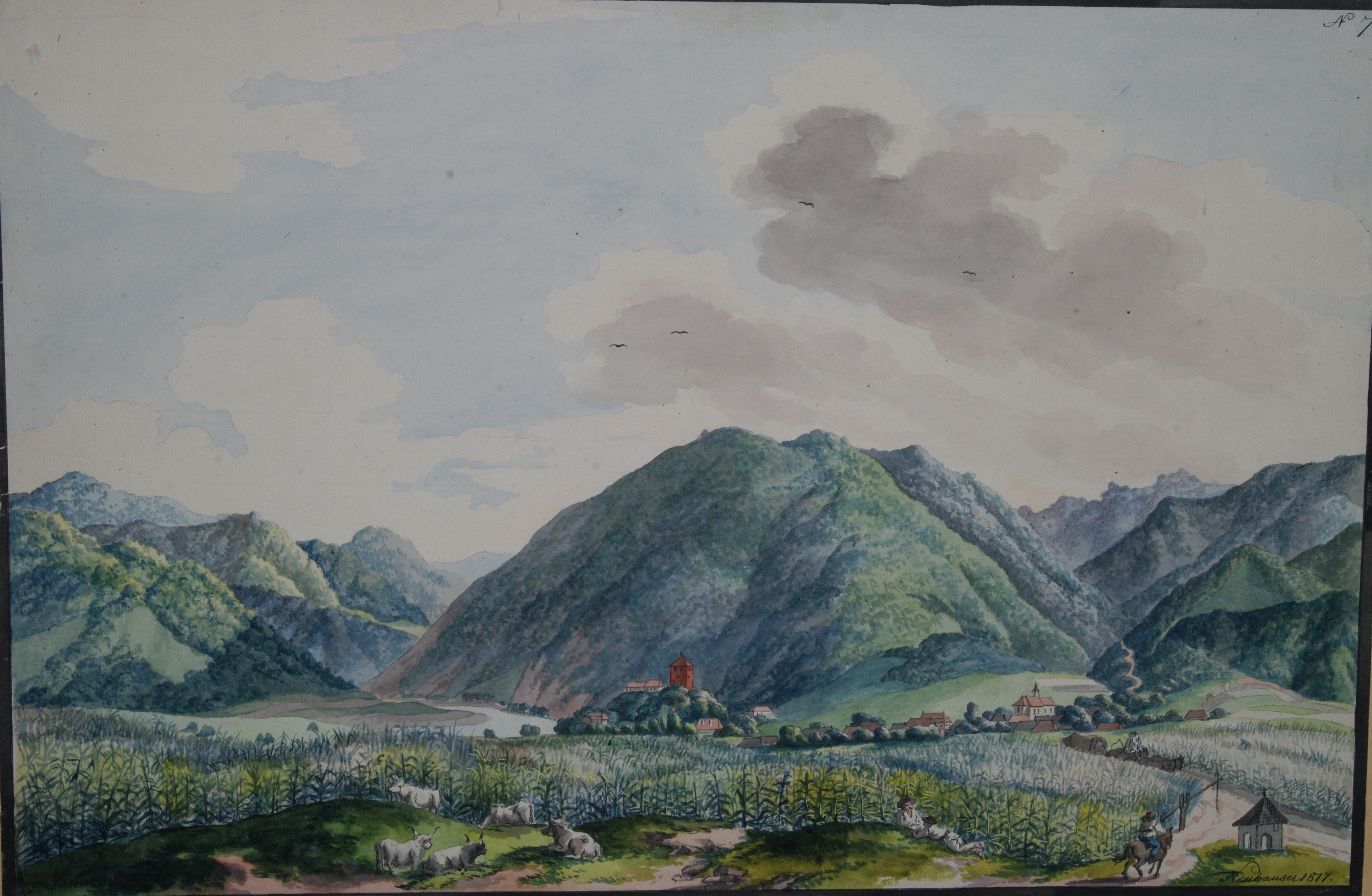
Blick auf Turnu Roșu, Bild von Franz Neuhauser

- Die rumänische-orthodoxe Kirche Sf. Nicolae, wurde 1653 durch den walachischen Fürsten Matei Basarab errichtet. Der Glockenturm wurde 1750 errichtet und die Kirche mit den ein Meter dicken Mauern wurde 1828 vergrößert.[8] Im 20. Jahrhundert wurde die Kirche erneuert und steht unter Denkmalschutz.[9]
- Ein Wegkreuz, am Dorfrand in Richtung Boița, im 18. Jahrhundert errichtet, steht unter Denkmalschutz.[9]
- Das Dorfmuseum in der alten Dorfschule neben der Kirche mit Exponaten zur Ortsgeschichte.
- In dem neun Kilometer vom Gemeindezentrum entfernten Dorf Sebeșu de Jos, die Kirche Adormirea Maicii Domnului von 1823 bis 1830 errichtet, steht unter Denkmalschutz.[9]
- Auf dem Areal der Gemeinde befindet sich ein 60 Hektar großes geologisches Naturreservat (Calcarele eocene de la Turnu Roșu - Porcești)[10] mit paläontologischen Funde die in die Paläozän deuten.[11]
- Turnu Roșu ist auch Ausgangspunkt zu einer 70 Kilometer langen Kammwanderung der Fogarascher Gebirge.